# Marie de Brinon
Marie de Brinon, född 1631, död 1701, var en fransk brevskrivare, kvietist och lärare.
Hon var dotter till Normandies parlamentspresident. Hon gick med i ursulinernas nunneorden och fick därmed titeln "Madame", därav känd som Madame de Brinon. 
Hon blev 1680 bekant med Madame de Maintenon, och utsågs till den första föreståndaren, på livstid, för flickskolan Maison royale de Saint-Louis sedan den grundats 1684. Hon var bekant med Madame Guyon, som omvände henne till kvietismen. Hon var känd för sin bildning och korresponderade med Leibniz och Jacques-Bénigne Bossuet.
Under sin tid som föreståndare hamnade hon i konflikt med Madame de Maintenon, som hon anklagade för att lägga sig för mycket i skolans angelägenheter. Hon motsatte sig uppförandet av Jean Racines Esther på skolan, som hon ansåg förhärligade Maintenon. Hon blev 1688 avskedad av Madame de Maintenon, trots att hon fått tjänsten på livstid, med hjälp av ett lettre de cachet, och ersattes av Maintenons sekreterare Madame de Loubert. Hon tillbringade resten av sitt liv i Maubuisson-klostret. 
Hon har angetts som författare till en smädesdikt om Ludvig XIV från 1686, vilket inte kunnat bekräftas. Hon är föremål för Urbain-Victor Chatelains pjäs La disgrâce de Mme de Brinon (1911).